# 古巴圣地亚哥省
古巴圣地亚哥省，是古巴东南部一省，面积6,156.44平方公里，人口1,043,202人（2004年），是古巴第二人口大省，仅次于首都哈瓦那。该省分为9个区县（municipios），省会为古巴圣地亚哥。